# Scout X-1
Scout X-1 – amerykańska czterostopniowa rakieta nośna. Pierwsza rakieta całkowicie na paliwo stałe użyta do wyniesienia satelitów na orbitę.

## Ładunki ST
Numery seryjne rakiet X-1 i X-1A stanowił skrót ST wraz z numerem. Dwa pierwsze ładunki przez nie wyniesione oznaczono tak samo. 
- ST-1 był ładunkiem testowym użytym podczas pierwszego startu rakiety Scout X-1. Był przeznaczony, prawdopodobnie, do badań magnetosfery, jednak jego start nie powiódł się.
- ST-2 również miał być przeznaczony do badać magnetosfery. Należał do US Air Force. Start zakończył się częściowym sukcesem. Ładunek wzniósł się na wysokość 5600 km. W indeksie COSPAR oznaczono go jako 1960-U03.

## Chronologia
1. 2 lipca 1960, 00:04 GMT; s/n ST-1; miejsce startu: Wallops Flight Facility (LA3), USA
Ładunek: ST-1; Uwagi: start nieudany
2. 4 października 1960, 15:23 GMT; s/n ST-2; miejsce startu: Wallops Flight Facility (LA3), USA
Ładunek: ST-2; Uwagi: start częściowo udany
3. 4 grudnia 1960, 21:14 GMT; s/n ST-3; miejsce startu: Wallops Flight Facility (LA3), USA
Ładunek: Explorer 9 (S-56); Uwagi: start nieudany – usterka 2. członu
4. 16 lutego 1961, 13:05 GMT; s/n ST-4; miejsce startu: Wallops Flight Facility (LA3), USA
Ładunek: Explorer 9; Uwagi: start udany
5. 30 czerwca 1961, 17:09 GMT; s/n ST-5; miejsce startu: Wallops Flight Facility (LA3), USA
Ładunek: S-55; Uwagi: start nieudany – nie doszło do zapłonu silnika 3. członu, rakieta została zniszczona wraz z ładunkiem na wysokości ok. 172 km
6. 25 sierpnia 1961, 18:29:44 GMT; s/n ST-6; miejsce startu: Wallops Flight Facility (LA3), USA
Ładunek: Explorer 13; Uwagi: start częściowo udany – ładunek osiągnął nieużyteczną orbitę
7. 19 października 1961, 17:38 GMT; s/n ST-7; miejsce startu: Wallops Flight Facility (LA3), USA
Ładunek: P-21; Uwagi: start udany

## Scout X-1A
Modyfikacja Scout X-1 powstała przez dodanie piątego członu Cetus. Miała długość ok. 25,5 m i masę 17 000 kg.

### Chronologia
1. 1 marca 1962, 05:07 GMT; s/n ST-8; miejsce startu: Wallops Flight Facility (LA3), USA
Ładunek: kapsuła powrotna; Uwagi: start udany – testy kapsuły powrotnej